# SP-352
A SP-352 é uma rodovia radial do estado de São Paulo, administrada pelo Departamento de Estradas de Rodagem do Estado de São Paulo (DER-SP) e pela concessionária Intervias.

## Denominações
Recebe as seguintes denominações em seu trajeto:
	Nome:		Antonio Cazalini, Vereador
- De – até:	 Amparo – Itapira
- Legislação: LEI 6.949 DE 16/07/90

	Nome:		Virgolino de Oliveira, Comendador
- De – até:	 Itapira – Eleutério – Divisa de Minas Gerais (MG-290)
- Legislação: DEC. 5.810 DE 06/03/75

## Descrição
Principais pontos de passagem: Amparo - Itapira - Divisa MG em Jacutinga.

## Características

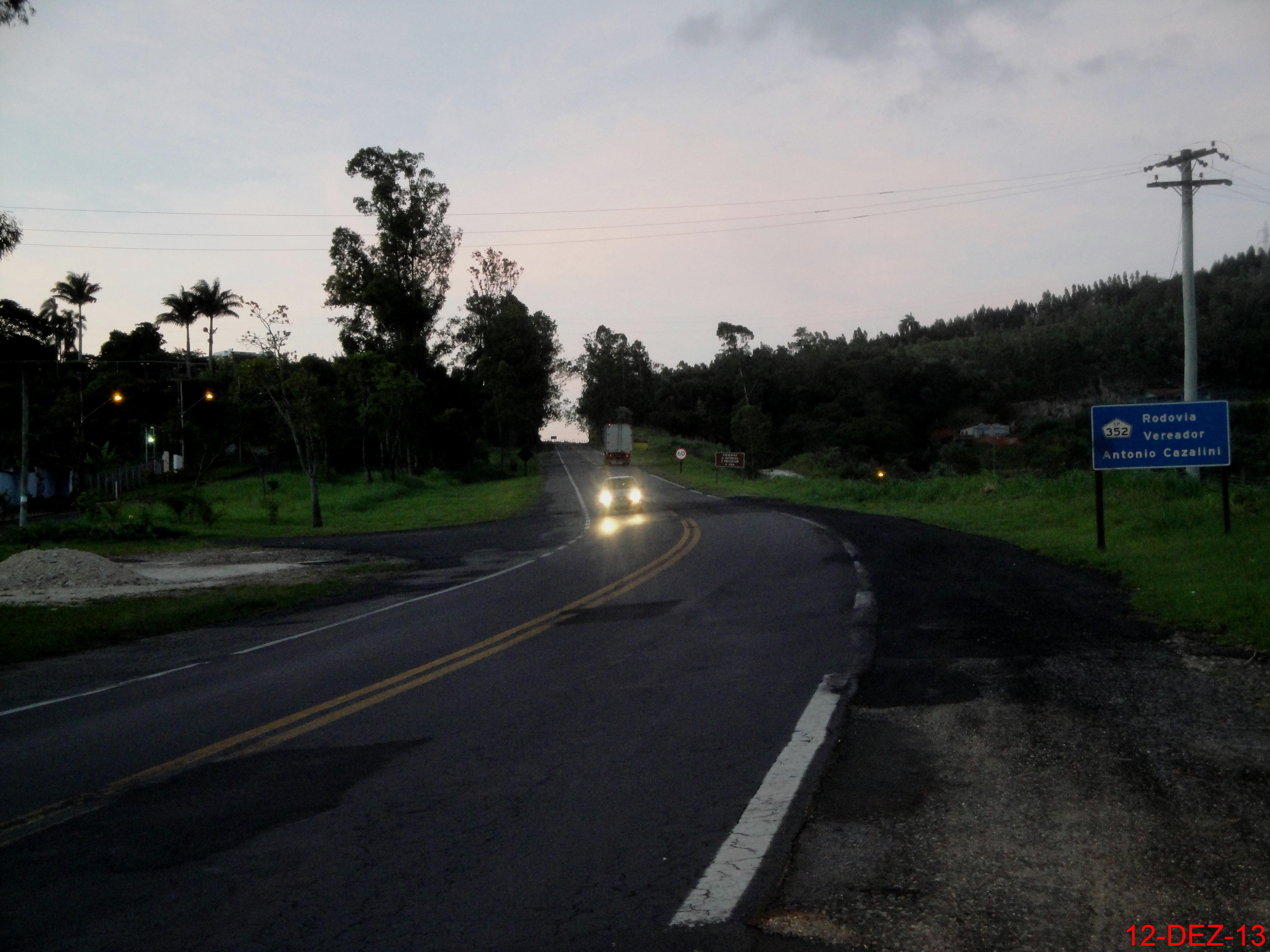
Trecho da SP-352 em Amparo.

### Extensão
- Km Inicial: 133,400
- Km Final: 185,170

### Localidades atendidas
- Amparo
- Itapira
- Barão Ataliba Nogueira
- Eleutério